# (300089) 2006 UV232
(300089) 2006 UV232 es un asteroide perteneciente al cinturón de asteroides, descubierto el 21 de octubre de 2006 por el equipo del Near Earth Asteroid Tracking desde el Observatorio del Monte Palomar, Estados Unidos.

## Designación y nombre
Designado provisionalmente como 2006 UV232.

## Características orbitales
2006 UV232 está situado a una distancia media del Sol de 3,051 ua, pudiendo alejarse hasta 3,249 ua y acercarse hasta 2,852 ua. Su excentricidad es 0,065 y la inclinación orbital 8,462 grados. Emplea 1946,72 días en completar una órbita alrededor del Sol.

## Características físicas
La magnitud absoluta de 2006 UV232 es 15,5.